# Nicasia Madariaga
Nicasia de Madariaga Rementeria (Bilbao, 2 de noviembre de 1875-Ibidem, 12 de julio de 1970) fue una pintora paisajista y retratista española. 

## Biografía
Estudió en Bilbao y fue discípula del pintor costumbrista Antonio Lecuona. Su pintura, con un estilo muy personal, tenía una pincelada rápida y valiente, pasó  del Costumbrismo de su maestro al Impresionismo.

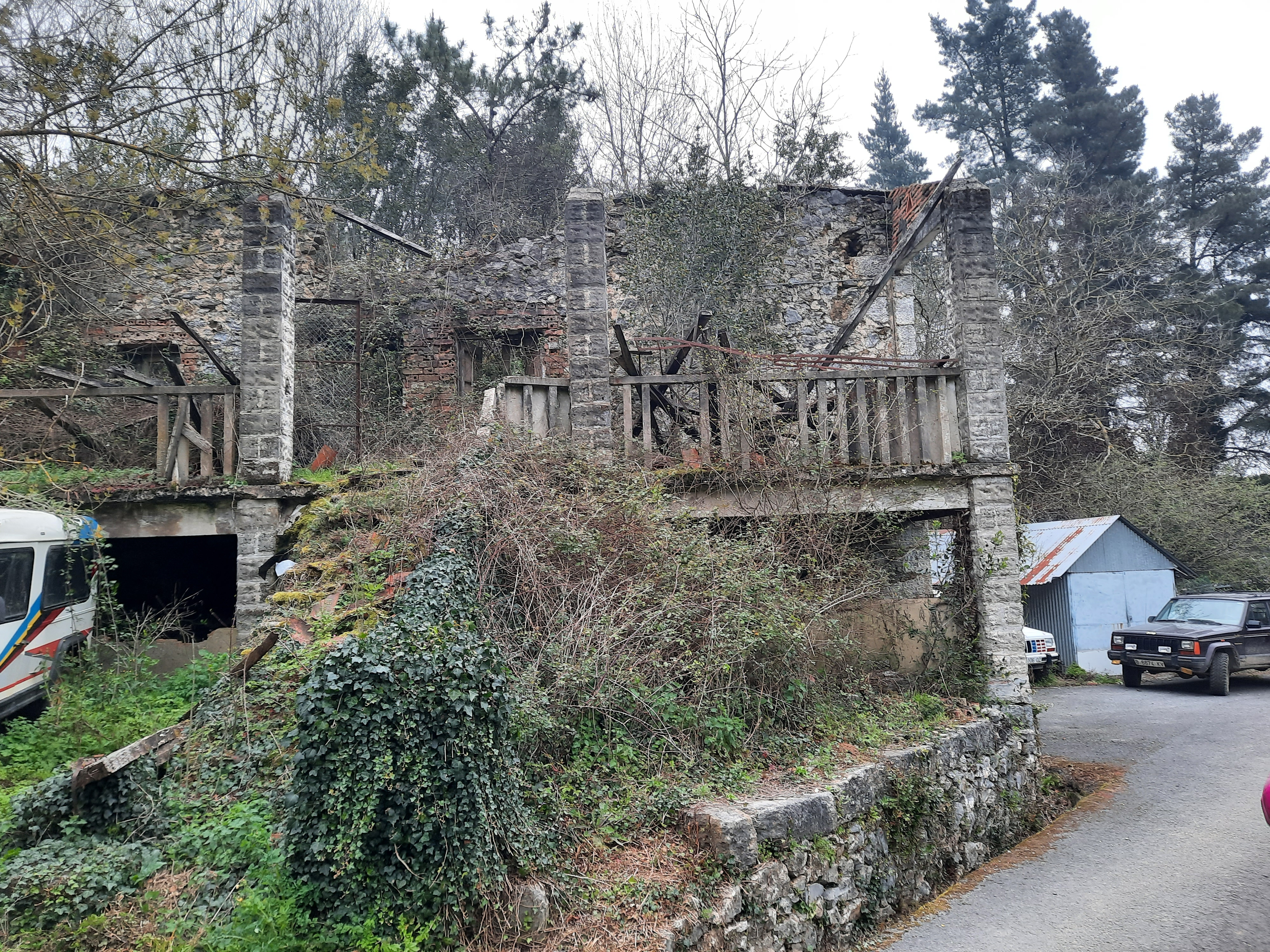
Casa de campo propiedad de Nicasia Madariaga, conocida como La Casa de los Artistas, en Mañaria (Bizkaia)

Se casó con Basilio Camiruaga. Pasaba gran parte del año en Mañaria en una casa de campo de su propiedad que era conocida como la Casa de los Artistas y era visitada por amigas pintoras como la polaca Victoria Malinowska y la gualtemalteca Aida Uribe y escritores como los hermanos Pio Baroja y Ricardo Baroja y Evaristo Bustinza.
Los paisajes del entorno que este lugar le ofrecía son los que pintó preferentemente y en alguno de ellos se aprecia la influencia de la Asociación de Artistas Vascos, siendo el de la Peña de Mugarra un ejemplo de ello. 
Solo realizó una exposición en la Sala de Artistas Vascos de Bilbao.
En 1928 pintó un cuadro de La panderetera de Mañaria que pasó a ser un cuadro de valor etnográfico como donativo de su albacea al Ayuntamiento de Bilbao, en el año 1971.
En el archivo del Museo de Bellas Artes de Bilbao se puede encontrar una solicitud dirigida a su director con fecha del 31 de enero de 1929 en donde se lee:

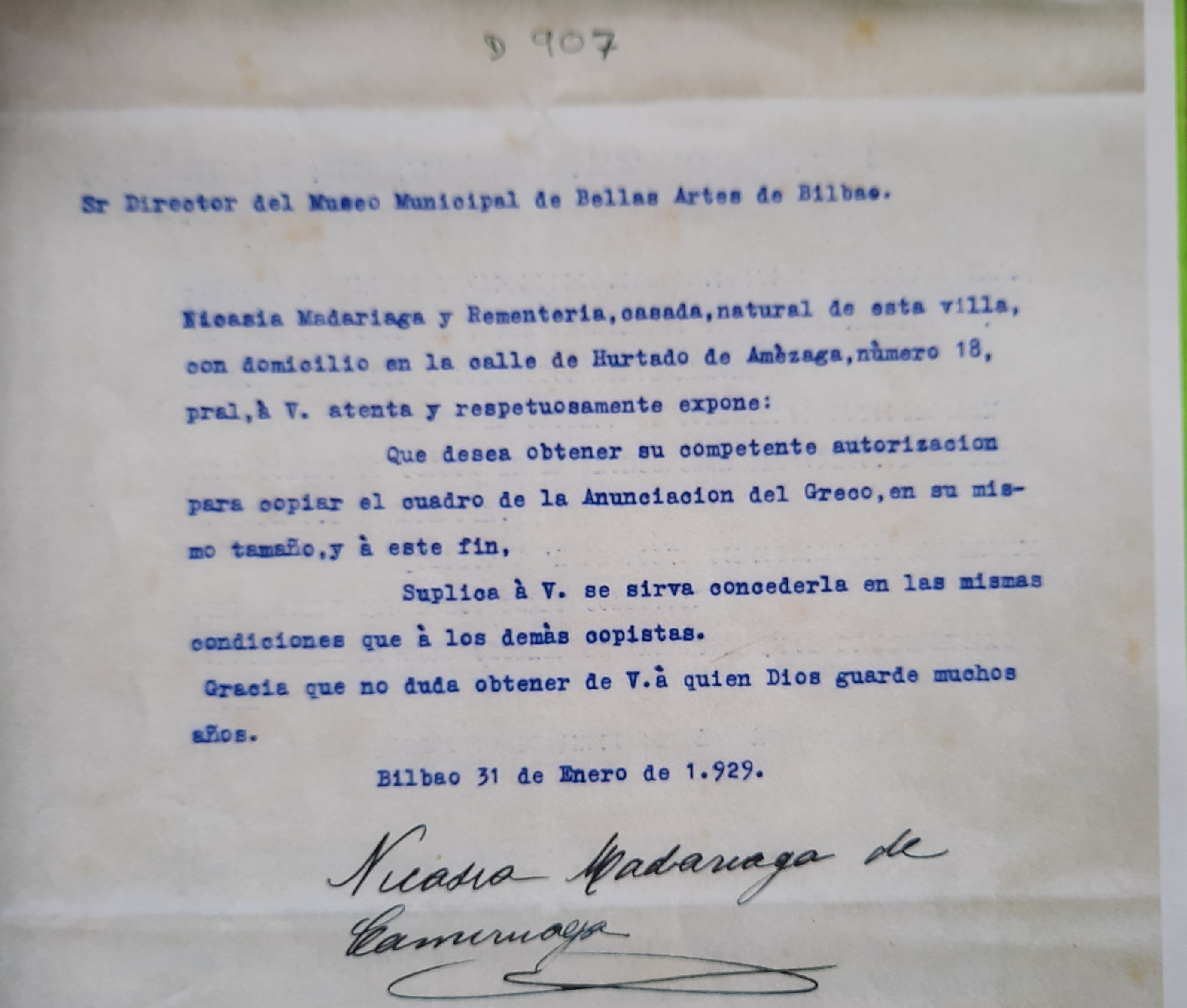
Instancia escrita por Nicasia Madariaga al Director del Museo de Bellas Artes de Bilbao

Sr Director del Museo Municipal de Bellas Artes de Bilbao.
Nicasia Madariaga y Rementeria, casada, natural de esta villa,
con domicilio en la calle de Hurtado de Amézaga, número 18,
pral, á V. atenta y respetuosamente expone:
Que desea obtener su competente autorización
para copiar el cuadro de la Anunciación del Greco, en su mismo tamaño, y á este fin,
Suplica á V. se sirva concederla en las mismas
condiciones que á los demás copistas.
Gracia que no duda obtener de V. á quien Dios guarde muchos
años.
Bilbao 31 de Enero de 1.929

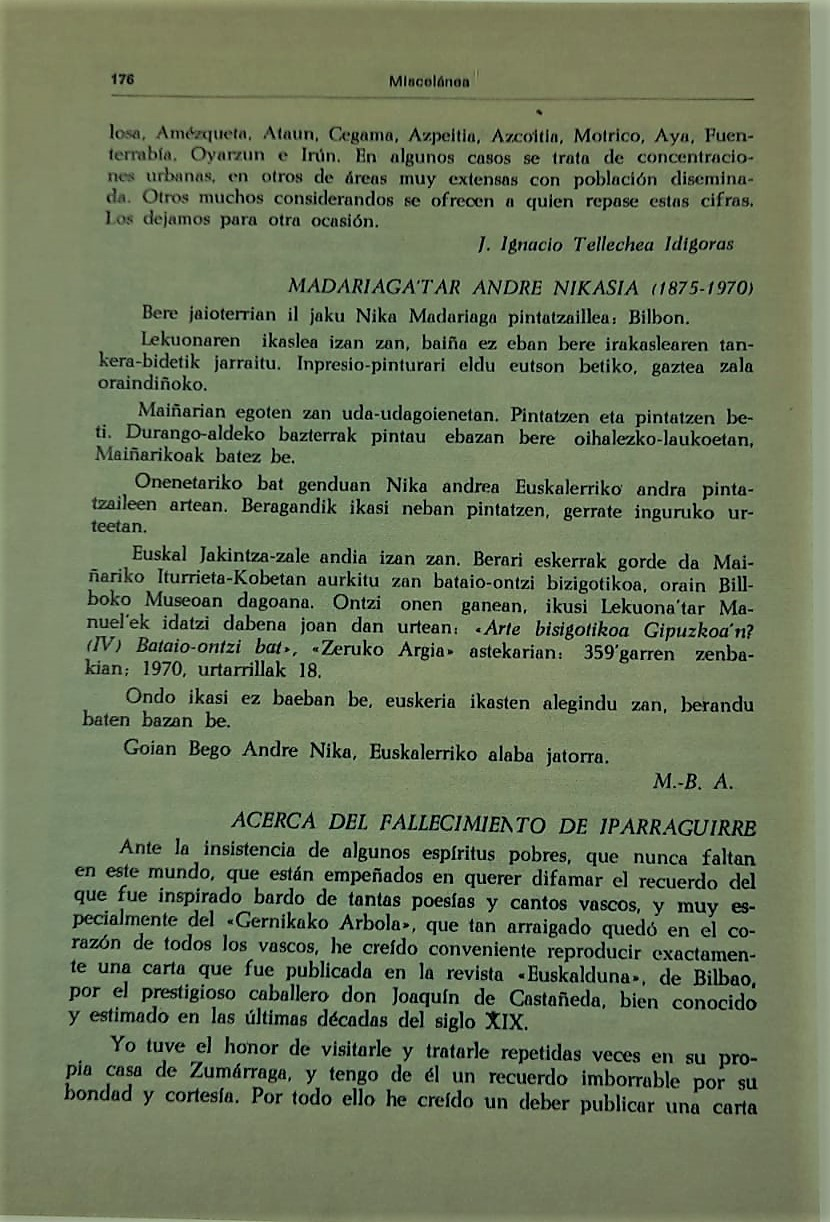
Reseña a su muerte en el Boletín de la Real Sociedad Vascongada de los Amigos del País Vasco

Junto a su casa de campo, en una cueva de las canteras de mármol de Iturrieta fue hallada en los años 30 del siglo XX una anforita de bronce de tipo hispano visigodo para la administración del bautismo que pasó a ser propiedad de Nicasia Madariaga y que fue ingresada definitivamente en el Museo Arqueológico y Etnográfico Vasco de Bilbao.